# Бейлен
Бейлен (нід. Beilen) — місто в нідерландській провінції Дренте. Входить до муніципалітету Мідден-Дренте.
Його площа становить 50,01 км², а населення станом на 2021 рік складало 10 925 осіб.
До 1998 року мало статус окремого муніципалітету.

## Галерея

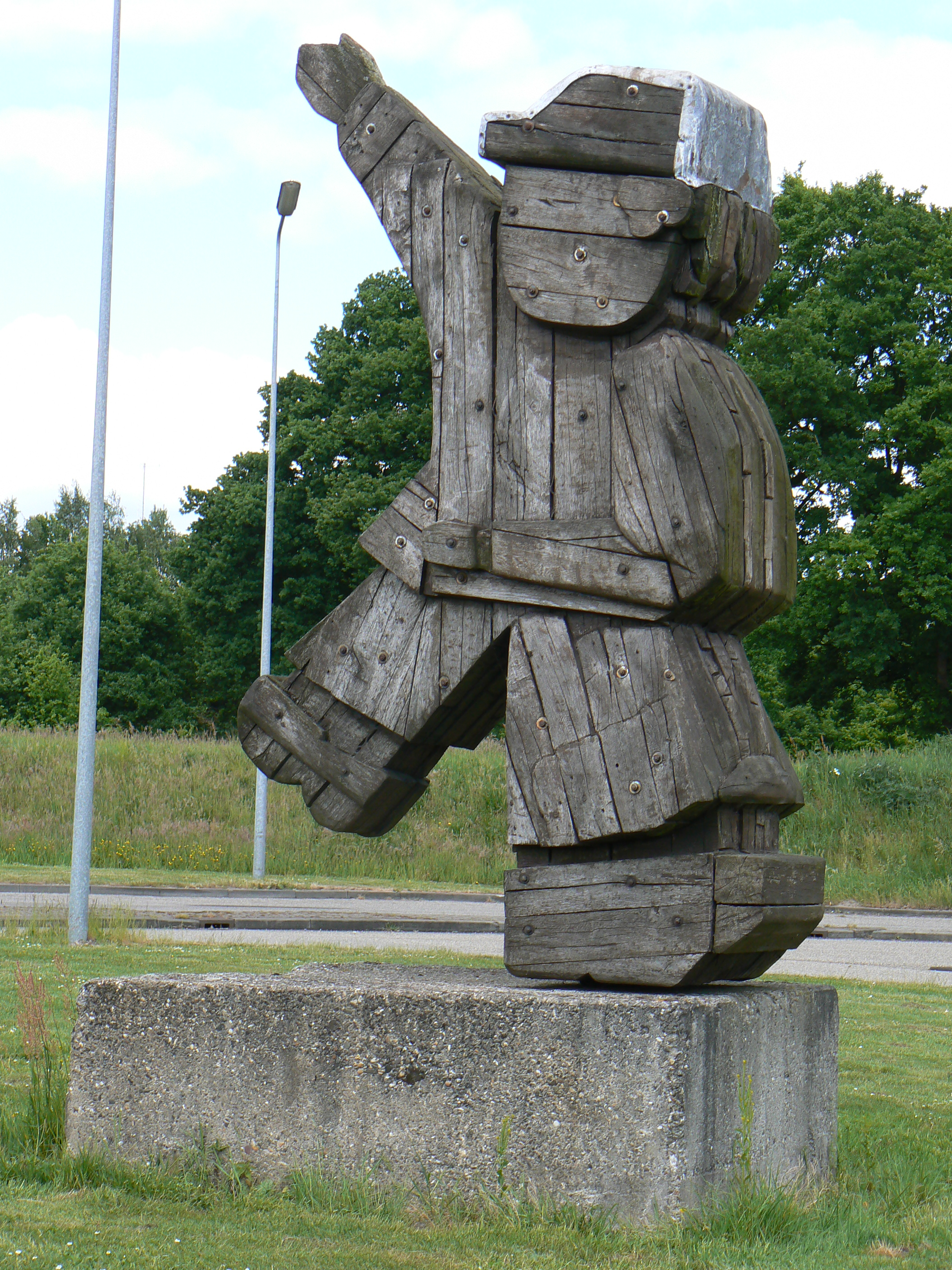
Статуя у місті
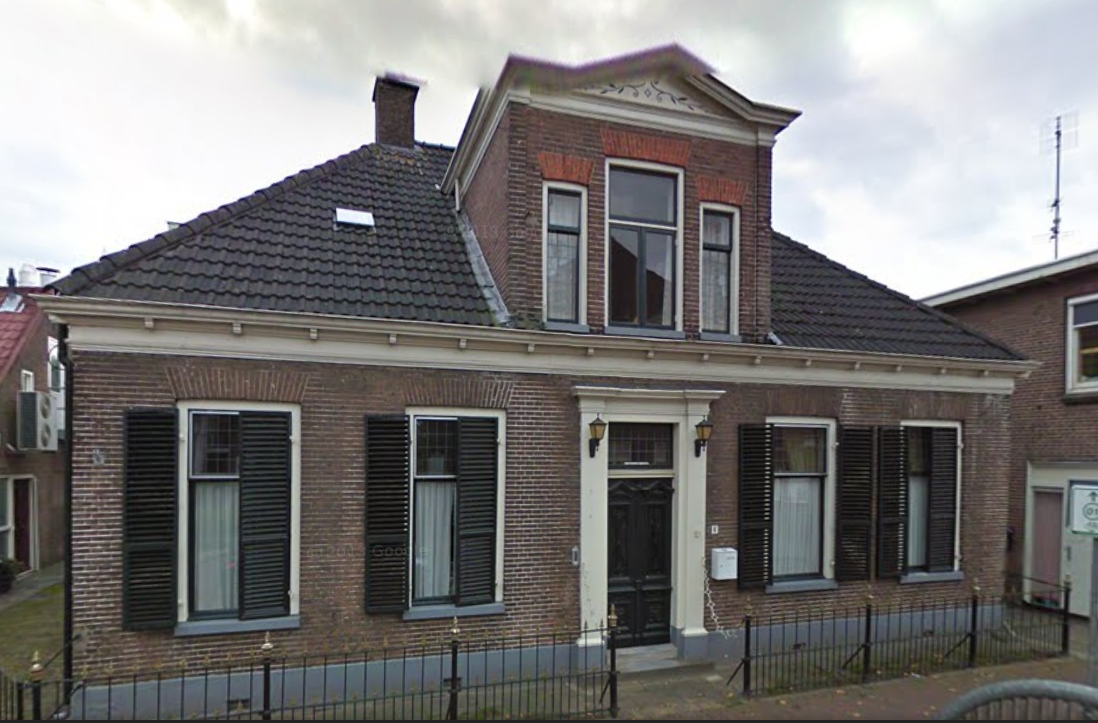
Будинок у Бейлені
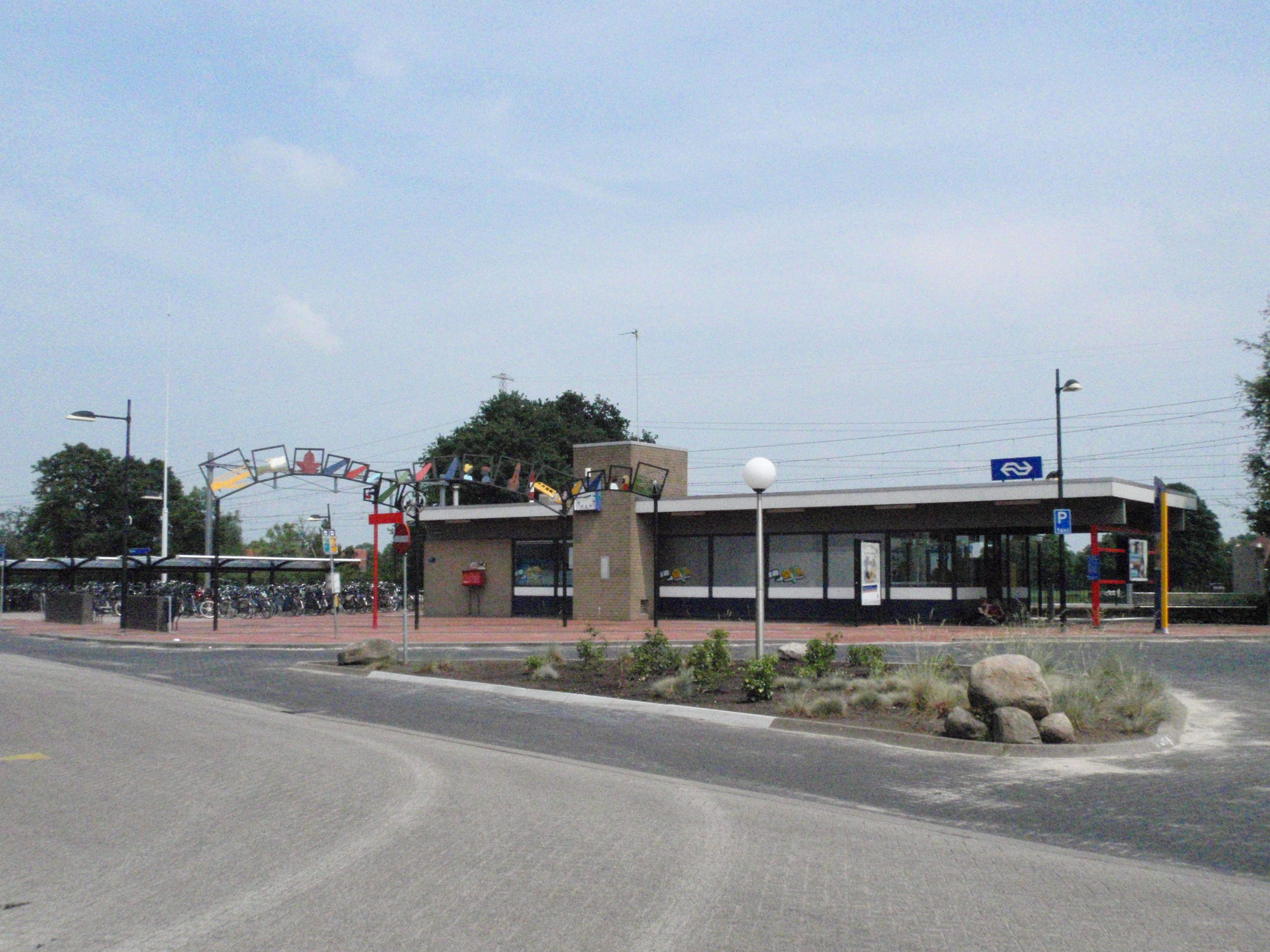
Залізнична станція
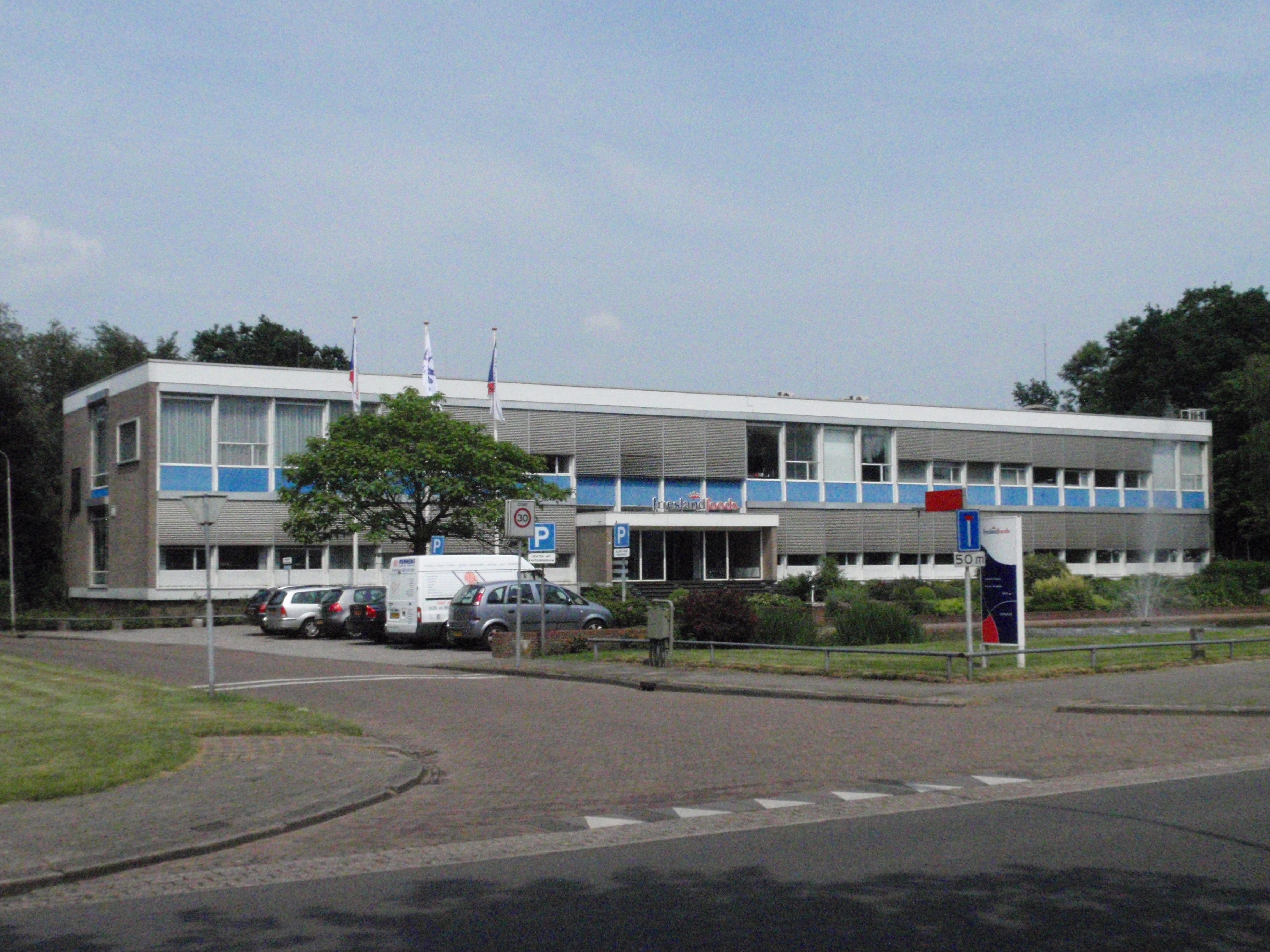
Молокозавод